# Eucalyptus ordiana
Eucalyptus ordiana är en myrtenväxtart som beskrevs av Clyde Robert Dunlop och Done. Eucalyptus ordiana ingår i släktet Eucalyptus och familjen myrtenväxter. Inga underarter finns listade i Catalogue of Life.